# Francisco Campana
Francisco Campana (Buenos Aires, 9 maggio 1925 – 23 gennaio 1985) è stato un calciatore argentino, di ruolo attaccante.

## Carriera

### Club
Ha giocato nel campionato argentino e cileno.

### Nazionale
Con la maglia della Nazionale ha trionfato a livello continentale nel 1947.

## Palmarès

### Nazionale
- Campeonato Sudamericano de Football: 1

Ecuador 1947